# فوق الثابتة (موسيقى)

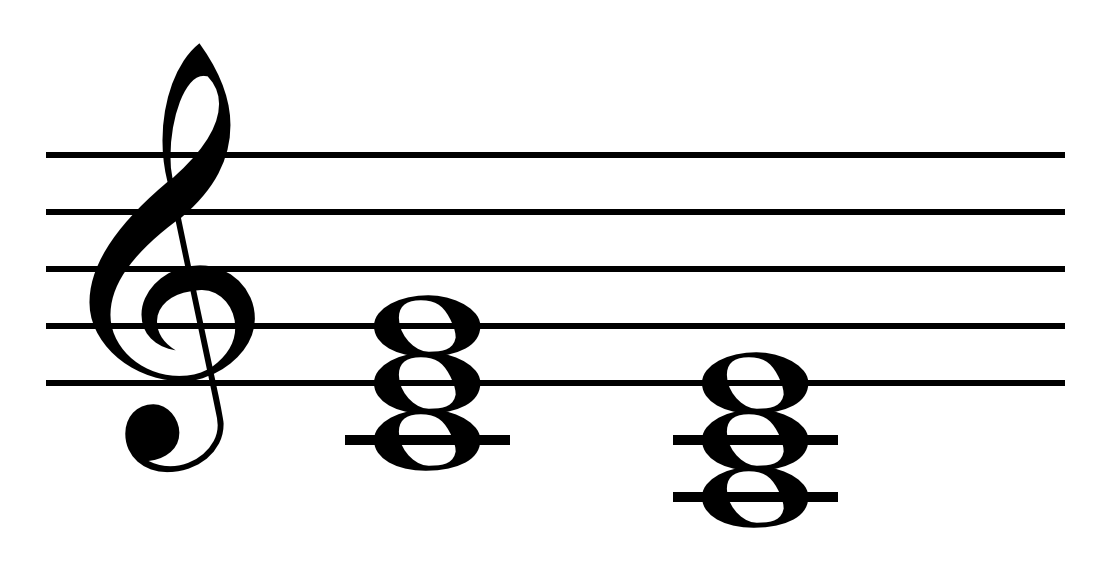

فوق الثابتة أو النغمة فوق الثابتة، اسم يطلق على سادس درجة في سلم موسيقى أو مقام؛ فالنغمة فوق الثابتة في سلم أو مقام دو الكبير هي لا، و في صول الكبير هي مي، وهكذا دواليك.